# Wiedźma wojny
Wiedźma wojny (franc. Rebelle, ang. War Witch) – kanadyjski dramat wojenny z 2012 w reżyserii Kim Nguyena. 
Scenariusz do filmu powstał w ciągu dziesięciu lat. Był to pierwszy kanadyjski film od 12 lat, który został pokazany w konkursie Berlinale. Zdjęcia do filmu zostały nakręcone w technice HD w Kinszasie.

## Fabuła
Film opowiada historię młodej czarnoskórej dziewczyny o imieniu Komona (Rachel Mwanza). Afrykańscy rebelianci napadli na jej wioskę, zmusili do zabicia rodziców, a następnie siłą wcielili do swojej armii. Niebawem okazuje się, że ma niezwykłą zdolność, potrafi komunikować się z duchami. Duchy ostrzegają ją kiedy nadchodzi wróg tak staje się wiedźmą wojenną. Komona zakochuje się ze wzajemnością w młodym albinosie, z którym razem postanawia uciec.

## Obsada
- Rachel Mwanza jako Komona
- Alain Lino Mic Eli Bastien jako Dowódca rebeliantów
- Serge Kanyinda jako Magik
- Ralph Prosper jako Rzeźnik
- Mizinga Mwinga jako Król Wielki tygrys
- Diane Uwamahoro jako Komona (narrator)
- Jean Kabuya jako Trener na szkolnym obozie
- Jupiter Bokondji jako Czarownik Wielkiego tygrysa

## Nagrody i nominacje
62. Międzynarodowy Festiwal Filmowy w Berlinie
- nagroda: Srebrny Niedźwiedź dla najlepszej aktorki: Rachel Mwanza
- nagroda: Wyróżnienie specjalne w konkursie Jury Ekumenicznego

20 Camerimage
- nagroda: Złota Żaba dla Nicolas Bolduc za zdjęcia do filmu

17. ceremonia wręczenia Satelitów
- nominacja: Najlepszy film zagraniczny